# Tom Lister Jr.
Thomas Duane "Tom" Lister, Jr. (Compton, California, 24 de junio de 1958 - Marina del Rey, California, 10 de diciembre de 2020) fue un actor y luchador profesional estadounidense, conocido por su papel como Deebo en la película Friday (1995) y como el presidente Lindberg en El quinto elemento (1997). Aunque tuvo dos cortos períodos como luchador, apareció junto con Hulk Hogan en la película No Holds Barred (1989), en la que interpretó el papel de Zeus.

## Biografía
Obtuvo reconocimiento en su país con su interpretación de Deebo en el filme Friday. Deebo era el matón del vecindario y antagonista del personaje interpretado por Ice Cube, Craig Jones. Repitió su papel en la secuela de la película, Next Friday (2000), pero no apareció en la tercera entrega de la serie, Friday After Next. Sin embargo, apareció en el debut como director de Ice Cube, The Players Club. También interpretó el papel de Obodo en Posse de Mario Van Peebles (1993).
Tuvo numerosas apariciones como invitado en series de televisión, incluyendo el papel de Klaang, el primer klingon que entró en contacto con los humanos, en el episodio piloto de Star Trek: Enterprise, y coprotagonizó un episodio de dos partes de la serie Matlock como guardaespaldas del señor Matlock en la prisión. Otros de sus créditos incluyen producciones como Jackie Brown de Quentin Tarantino, El quinto elemento de Luc Besson, Little Nicky de Steven Brill y The Human Centipede 3 (Final Sequence) de Tom Six.
Lister falleció en Marina del Rey, California, el 10 de diciembre de 2020 a los sesenta y dos años. El motivo de su muerte aún no ha sido revelado, aunque se reportó que había presentado síntomas característicos del COVID-19.

## Filmografía

### Cine
- Runaway Train (1985) – Jackson
- Blue City (1986) – 'Tiny'
- Armed and Dangerous (1986) – Bruno
- 8 Million Ways to Die (1986)
- Wired To Kill (1986) – Thug
- Beverly Hills Cop II (1987) – Orvis
- Extreme Prejudice (1987) – Monday
- Prison (1988) – 'Tiny'
- The Night Before (1988) – Barman
- No Holds Barred (1989) – Zeus
- Think Big (1990) – 'Z'
- Homer and Eddie (1989)
- Talkin' Dirty After Dark (1991) – 'Big'
- Trespass (1992) – Cletus
- Universal Soldier (1992) – GR55
- Posse (1993) – Obobo
- The Meteor Man (1993) – 'Digit'
- Men of War (1994) – Blades
- Don Juan DeMarco (1994) – Rocco Compton
- Immortal Combat (1994) – Yanagi
- The Set-Up (1995) – Leon
- Friday (1995) – Deebo
- Things to Do in Denver When You're Dead (1995) – House
- A Thin Line Between Love and Hate (1996) Tyrone
- Street Corner Justice (1996)
- Barb Wire (1996)
- Phat Beach (1996) – 'Tiny'
- El quinto elemento (1997) – Presidente Lindberg
- Jackie Brown (1997) – Winston
- Gang Related (1997) – 'Cutlass Supreme'
- The Players Club (1998) – 'XL'
- I Got the Hook Up (1998) – 'T-Lay'
- The Magic Hour (1998) – Miembro del público[6]
- Wishmaster 2: Evil Never Dies (1999) – Guardia de la prisión
- Judgment Day (1999) – Clarence
- Circus (2000) – 'Moose'
- Next Friday (2000) – Deebo
- Little Nicky (2000) – Cassius
- The Wash (2001) – 'Bear'
- The Duo (2001) – 'Tiny' Lister Jr.
- Soulkeeper (2001) – Chad
- Austin Powers in Goldmember (2002) – Prisionero
- Love Chronicles (2003) – Alfonso
- Confidence (2003) – Harlin
- Vegas Vampires (2003) – Andrew Johnson
- Hellborn (2003) – Smithy
- Full Clip (2004) – Boomiyay
- Dracula 3000 (2004) – 'Humvee'
- El Padrino (2004) – 'T-Bone'
- Never Die Alone (2004) – Rockie
- Hair Show (2004) – Agent Little
- My Baby's Daddy (2005) – 'Drive-By'
- Santa's Slay (2005)
- Who Made the Potatoe Salad? (2006) – Sr. Monster
- One Night with the King (2006) – Hagai
- Forbidden Fruits (2006) – Jade
- Saul of the Mole Men (2007) – John Henry
- Down aka Kilo – Put Your Locs On (2007) – Deebo
- Bone Dry (2007) – Mitch
- The Dark Knight (2008) – Prisionero tatuado
- Monster Ark (2008) – Mayor Gentry
- Miss B's Hair Salon (2008) – Sr. Biggs
- Super Capers (2009) – Sarge
- Holy Water (2009) – 'SixPac' Jordan
- First Dog (2010) – 'Big Mic'
- Regular Show (2011) – Bobby
- We The Party (2012) – 'No Shame'
- K-11 (2012) – 'Detroit'
- Heaven's Door (2013) – Ben Wilson
- White T (2013) – Mad Rapper
- The Human Centipede 3 (Final Sequence) (2014) – Interno
- Death's Door (2015) – Jomo
- Zootopia (2016) – Finnick (voz)
- Hickey (2017) – Henry
- Busy Day (2017) - Johnny Burns
- Sunday Morning Rapture (2017) - Él mismo
- American Justice (2017) - Jack Justice[3]

### Televisión
- 1st & Ten (1984) – Otis
- Matlock (1984) – 'Tiny' / Johnny Mack
- Perfect Strangers – Leroy
- The Fresh Prince of Bel-Air (1991) – 'Tiny'
- Renegade "The Champ" (1993) – Marvin Montgomery
- Walker, Texas Ranger (1993) – Hicks
- Step by Step "Where Have You Gone Joe DiMaggio" (1995) – Guardia de seguridad
- Martin (1996) – Apollo
- Moesha (1996) (1 episode) – Bouncer
- The Jamie Foxx Show (1997) – Adam
- Enterprise "Broken Bow 1 & 2" (2001) – Klaang
- Fish Hooks (2010-2013) – Sr. Mussels
- The Cleveland Show (2012) – Cannonball Williams
- Mr. Box Office (2013) – 'Big Mike'
- Comedy Bang! Bang! (2015) – Mayor Aikens
- Nick Cannon Presents: Wild n' Out (2016) – Él mismo[3]